# Blind ermittelt – Der Tote im Tiergarten

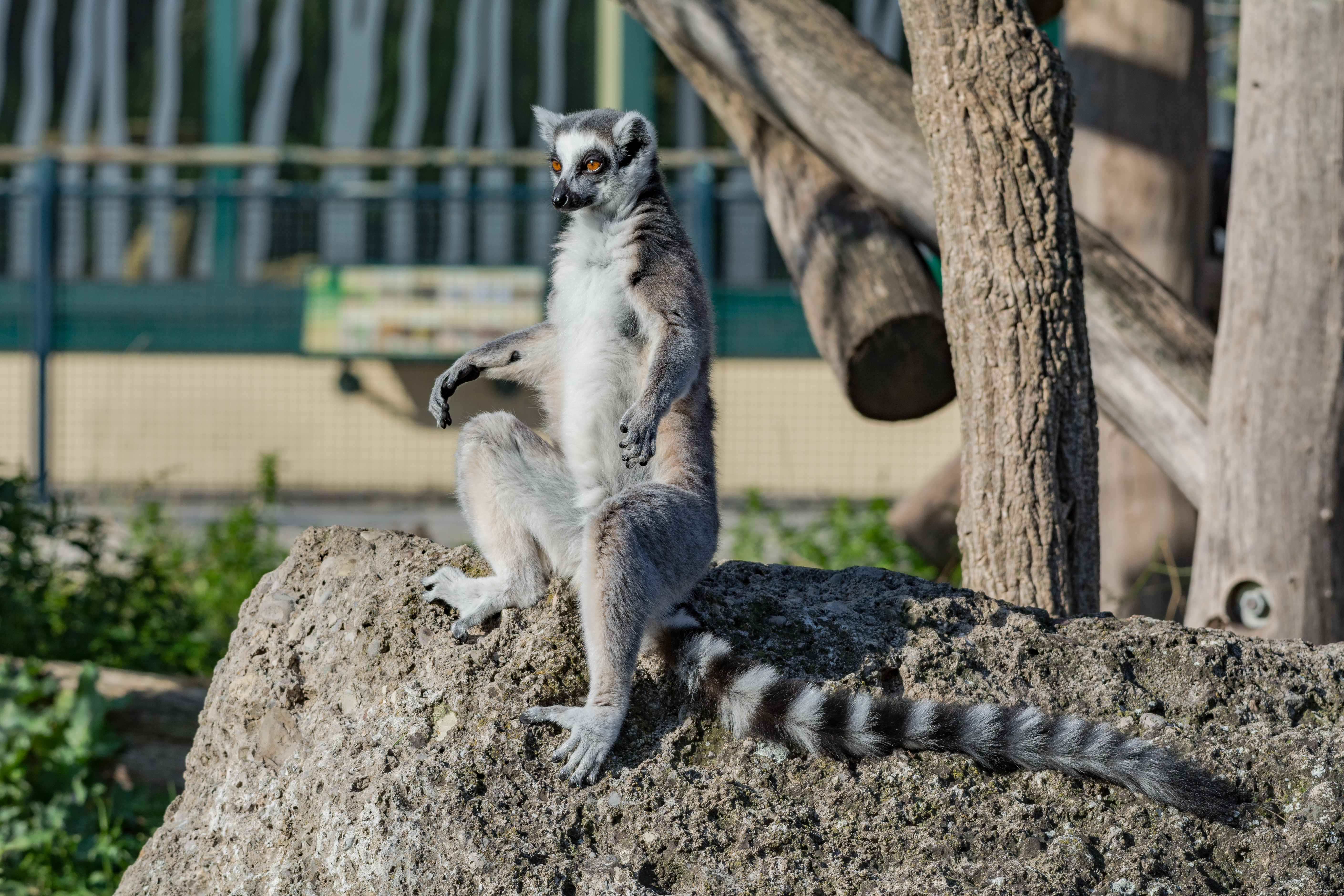
Lemur im Wiener Tiergarten Schönbrunn

Blind ermittelt – Der Tote im Tiergarten ist ein österreichisch-deutscher Fernsehfilm der Krimireihe Blind ermittelt aus dem Jahr 2025 von Sibylle Tafel. Die Hauptrollen spielen Philipp Hochmair und Andreas Guenther. Die Erstausstrahlung auf ORF 1 ist für den 15. September 2025 vorgesehen. Die deutsche Premiere findet in der ARD ebenfalls im Herbst 2025 unter dem Titel Der Wien-Krimi: Blind ermittelt – Der Tote im Tiergarten statt.

## Handlung
Im Wiener Tiergarten Schönbrunn wird im Affengehege eine Leiche, Paul Brunner, gefunden. Aufgrund der ungewöhnlichen Umstände ruft Peter Lassmann Alexander Haller und Nikolai Falk zur Hilfe, da er vorübergehend die Leitung der Ermittlungen nach der Versetzung seiner früheren Chefin, Laura Janda, übernommen hat. Derweil versucht Alex sich mit einen Blindenhund anzufreunden, ist aber nicht sehr begeistert. Lassmann ist enttäuscht darüber, dass er nicht in die Fußstapfen von Laura getreten ist, akzeptiert aber die neue Chefin, Mia Markovic.
Die Zoodirektorin (Carola Wiesner) bittet Alex darum, den Fall zu übernehmen, obwohl Mia ja eigentlich die Chefin ist. Diese hat aber keine Einwände.

## Produktion
Die Dreharbeiten fanden zusammen mit der 13. Folge Freuds Fehler von Oktober bis Mitte Dezember 2024 in Wien und Umgebung statt. Der Film wurde von der österreichischen Mona Filmproduktion und der deutschen Tivoli Filmproduktion unter Beteiligung des ORF und der ARD (Degeto Film) produziert und von Fernsehfonds Austria und Filmfonds Wien unterstützt.